# گمینا کورشه
گمینا کورشه (به لهستانی:  Gmina Korsze) یک گمینا در لهستان است که در شهرستان کنتژن واقع شده‌است. گمینا کورشه ۲۴۹٫۹۴ کیلومتر مربع مساحت و ۱۰٬۵۶۱ نفر جمعیت دارد.

## خواهرخوانده
شهر باگراتیئونوفسک خواهرخواندهٔ گمینا کورشه هست.